# Dong Ujimqin Qi (meteoryt)
Dong Ujimqin Qi – meteoryt żelazno-kamienny należący do mezosyderytów, którego spadek zaobserwowano 7 września 1995 w regionie autonomicznym Mongolia Wewnętrzna, na północy Chin. Świadkowie spadku meteorytu usłyszeli o godzinie 13.35, miejscowego czasu, głośny hałas na bezchmurnym niebie oraz ślad czarnego dymu. Na miejscu upadku znaleziono fragmenty o masie 88,2 kg, 38 kg i 2,6 kg. Meteoryt Dong Ujimqin Qi zawiera w sobie minerały: kamacyt, taenit, troilit, stanfieldit, whitlockit, kordieryt i tridymit.